# Eliptična geometrija
Elíptična geometríja (tudi Riemannova geometrija – v ožjem smislu) je neevklidska geometrija, v kateri veljajo nekoliko drugačni aksiomi kot v običajni evklidski geometriji. V eliptični geometriji namesto aksioma o vzporednici velja:
Skozi točko T, ki ne leži na premici p, ne poteka nobena vzporednica k premici p.

## Značilnosti eliptične geometrije

### Vzporednost
V eliptični geometriji vzporednic sploh ni. Premici, ki ležita v isti ravnini, se vedno sekata. Druga zanimiva značilnost premic: vse premice v eliptični geometriji imajo končno dolžino.

### Vsota kotov
Vsota kotov v poljubnem trikotniku je vedno večja od 180°. Odstopanje vsote kotov od 180° se imenuje defekt trikotnika: 
δ = (α + β + γ) − 180°.
Pogosto se kote meri v radianih, ki veljajo za naravno kotno mero. V tem primeru velja, da je vsota kotov v trikotniku manjša od π radianov in defekt je enak:
δ = (α + β + γ) − π.
Zanimivost: v eliptični geometriji je trikotnik do skladnosti natančno določen tudi s koti, zato v eliptični geometriji podobnost likov sploh ne obstaja.
Podobno kot za trikotnike velja tudi za druge mnogokotnike: vsota kotov v štirikotniku je vedno večja od 360°, zato npr. ne obstaja štirikotnik, ki bi imel same prave kote (pravokotnik). Obstaja pa trikotnik, ki ima tri prave kote.

### Ploščina
Ploščina trikotnika je v eliptični geometriji premosorazmerna z defektom:
p = k δ.
Koeficient k je odvisen od izbire enot. Pogosto se izbere za merjenje kotov naravne enote – radiane. Če se izbere tudi za merjenje razdalj (in posledično ploščin) ustrezne enote, je možno doseči, da je k enak 1. Ustrezne dolžinske enote se imenujejo naravne dolžinske enote. 
V naravnih enotah torej velja:
p = δ.
Kot je že bilo omenjeno, je dolžina poljubne premice končna. Če se izbere naravne dolžinske enote, velja celo več: dolžina poljubne premice je enaka π enot.

## Modeli eliptične geometrije
Zaradi lažjega vizuelnega predstavljanja so matematiki izdelali več modelov eliptične geometrije. Zaradi preprostosti se pogleda dva najosnovnejša modela ravninske eliptične geometrije. Obstajajo tudi ustrezni prostorski modeli, vendar si jih je težje predstavljati.

### Razširjena ravnina
Eliptično ravnino se lahko predstavlja kot običajno ravnino, ki se ji doda točke v neskončnosti. Pri tem se privzame, da se poljubni dve premici, ki sta v evklidskem smislu  vzporednici, sekata v točki v neskončnosti. 
Dobljeno ravnino (z dodanimi neskončnimi točkami) se predstavlja v koordinatnem sistemu kot ravnino z enačbo z = 1, torej kot vodoravno ravnino 1 enoto nad koordinatnim izhodiščem.
Eliptično razdaljo med točkama A in B se dobi kot kót med krajevnima vektorjema, ki pripadata točkama A in B. Če se ta kot izrazi v radianih, se dobi eliptično razdaljo med točkama A in B v naravnih enotah.

### Hemisfera
Eliptično ravnino se pogosto predstavlja kot sfero, ki ima po dve antipodni točki poistoveteni. Še lažje se jo predstavlja kot hemisfero (pol sfere), pri čemer se misli, da so točke na obodu zlepljene med sabo (če neka črta prečka obod na eni strani, se nadaljuje na diametralni strani).
Premice so v tem modelu polovice glavnih krožnic na sferi – zaradi lepljenja na obodu so premice v eliptični geometriji sklenjene črte. Razdalje in kote se meri tako, kot je običajno v geometriji na sferi (glej: sferna geometrija). Če je polmer hemisfere enak 1, gre za naravne enote.